# Décembre 1718

## Naissances
4 décembre
- Jacques-Antoine Soldini (mort le 23 mars 1775), chanoine de Saint-Malo

17 décembre
- Antoine Benoit (mort le 12 octobre 1800), prêtre français

18 décembre
- Étienne-Thomas Girault de Villeneuve (mort le 8 octobre 1794), prêtre jésuite français

27 décembre
- Nijō Munehira (mort le 3 août 1738), noble de cour japonais

30 décembre
- Louise-Henriette-Gabrielle de Lorraine (morte le 5 septembre 1788), noble française du XVIIIe siècle

31 décembre
- Nicolas-Sylvestre Bergier (mort le 9 avril 1790), théologien et antiquaire

## Décès
6 décembre
- Nicholas Rowe (né le 20 juin 1674), dramaturge et poète anglais

9 décembre
- Vincenzo Coronelli (né le 16 août 1650), moine franciscain conventuel

10 décembre
- Stede Bonnet (né le 29 juillet 1688), pirate

11 décembre
- Pierre Dionis (né en 1643), chirurgien et anatomiste français
- Charles XII de Suède (né le 27 juin 1682), roi de Suède Finlande
- Jacob Bach (né le 12 septembre 1655), cousin éloigné de Jean-Sébastien Bach

25 décembre
- Franz Joseph Feuchtmayer (né le 9 mars 1660), sculpteur allemand

28 décembre
- Benoîte Rencurel (né le 16 septembre 1647), bergère à qui la Vierge Marie serait apparue en 1664

## Événements
4 décembre
- La Banque générale devient la Banque Royale

5 décembre
- Ulrique-Éléonore de Suède devient reine de Suède-Finlande  et son mari Frédéric Ier de Suède devient prince Consort

10 décembre
- Anniversaire de Léopold d'Anhalt-Köthen et première des musiques de Bach : Lobet den Herrn, alle seine Heerscharen, Am Abend aber desselbigen Sabbats et Erfreut euch, ihr Herzen

15 décembre
- Alexandre de Johanne de Saumery devient évêque de Rieux

21 décembre
- Jean-Baptiste Massillon est consacré évêque

22 décembre
- Révision du traité des Barrières (voir Modifications territoriales des Pays-Bas autrichiens)